# Wissous
Wissous is een gemeente in het Franse departement Essonne (regio Île-de-France) en telt 4820 inwoners (2004). De plaats maakt deel uit van het arrondissement Palaiseau.

## Geografie
De oppervlakte van Wissous bedraagt 9,1 km², de bevolkingsdichtheid is 529,7 inwoners per km².
De onderstaande kaart toont de ligging van Wissous met de belangrijkste infrastructuur en aangrenzende gemeenten.

## Demografie
Onderstaande figuur toont het verloop van het inwonertal (bron: INSEE-tellingen).